# 1986년 동계 아시안 게임
1986년 동계 아시안 게임(영어: 1986 Asian Winter Games)은 1986년 3월 1일부터 3월 8일까지 일본 홋카이도 삿포로에서 열렸다. 이 대회는 7개국이 참가하였으며 참가 선수는 425명이다.

## 개최지 선정
인도 뉴델리에서 개최된 1982년 아시안 게임에서 일본 올림픽 위원회가 처음으로 아시아인을 위한 동계 올림픽을 제안했다. 삿포로는 1972년 동계 올림픽을 개최한 경험을 삼아 결국 성공적으로 개최하게 된다. 그 전에도 1984년에 아시아 올림픽 평의회는 대한민국 서울에서 회의를 진행하여 동계 아시안 게임을 개최할 것을 승인했다.

## 참가국
- 일본 (개최국)
- 중국
- 대한민국
- 조선민주주의인민공화국
- 인도
- 몽골
- 홍콩

## 종목
- 바이애슬론
- 스피드 스케이팅
- 쇼트트랙
- 피겨스케이팅
- 아이스하키
- 알파인 스키
- 크로스컨트리

## 메달 집계
| 순위 | 국가                   | 금메달 | 은메달 | 동메달 | 합계 |
| ---- | ---------------------- | ------ | ------ | ------ | ---- |
| 1    | 일본                   | 29     | 23     | 6      | 58   |
| 2    | 중국                   | 4      | 5      | 12     | 21   |
| 3    | 대한민국               | 1      | 5      | 12     | 18   |
| 4    | 조선민주주의인민공화국 | 1      | 2      | 5      | 8    |
| 합계 | 합계                   | 35     | 35     | 35     | 105  |

## 대회 이모저모
- 개최국 일본이 총 35개의 금메달중 29개의 금메달을 획득하여 동계 스포츠 부문에서 월등한 기량을 보여주었다.
- 이란이 참가하기로 예정되었으나, 이라크와의 전쟁으로 불참하였다.
- 중국, 홍콩, 인도, 일본, 대한민국, 몽골의 6개국은 동계 아시안 게임 역사상 한번도 빠짐없이 참가하고 있다.
- 배기태는 남자 스피드 스케이팅 1,000m에서 금메달을 획득하였다. 이 금메달은 1회 동계 아시안 게임의 대한민국 유일의 금메달이다.
- 남북한은 아이스 하키 종목에서 1946년 창경원에서 벌어진 경평전 이후 40년 만에 남북대결을 펼쳐 한국이 2:1로 북한에 역전승하였다.
- 인도, 홍콩, 몽골은 한 개의 메달도 획득하지 못하였다.